# 工業団地

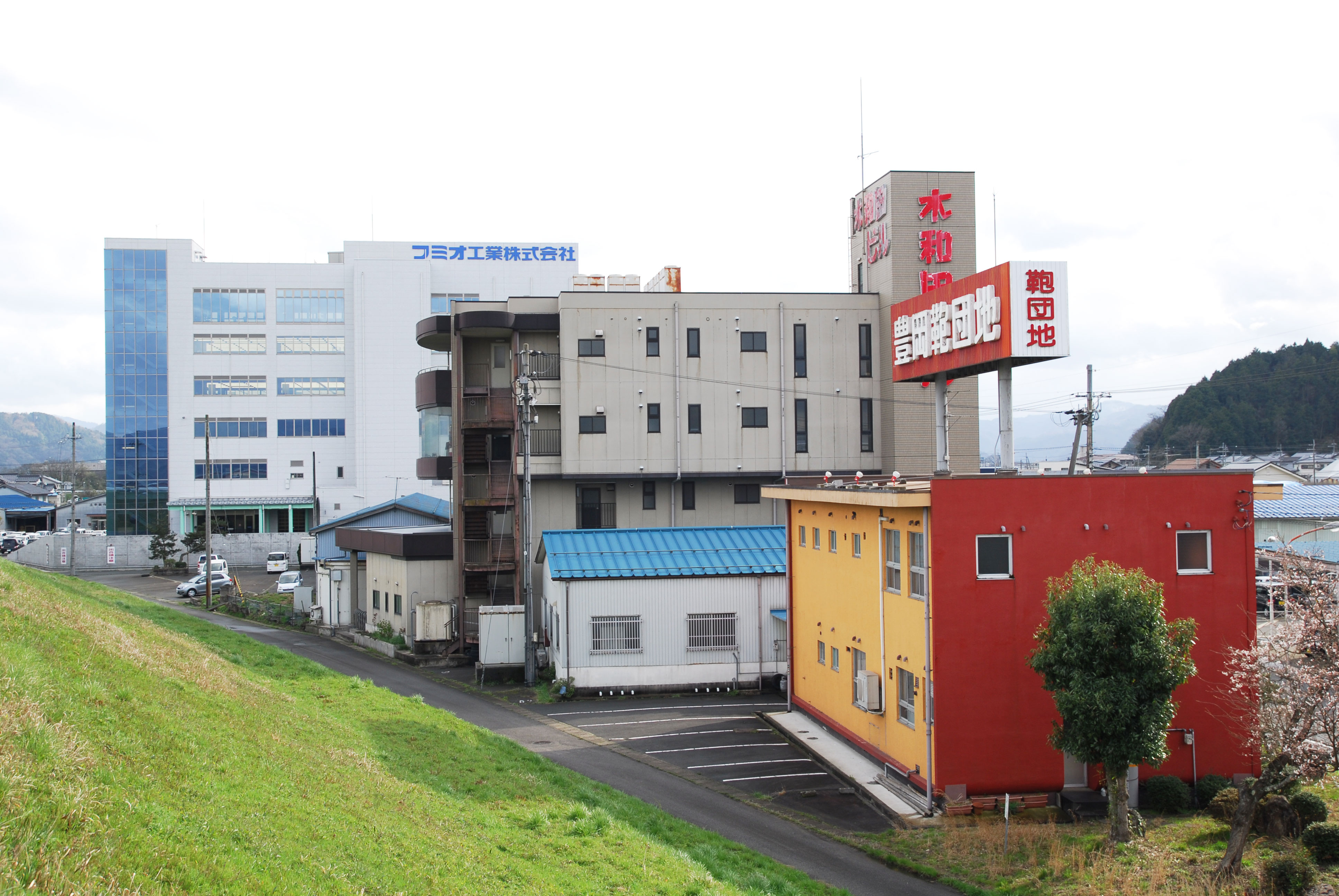
鞄産業団地の例
（豊岡鞄工業センター、兵庫県豊岡市）

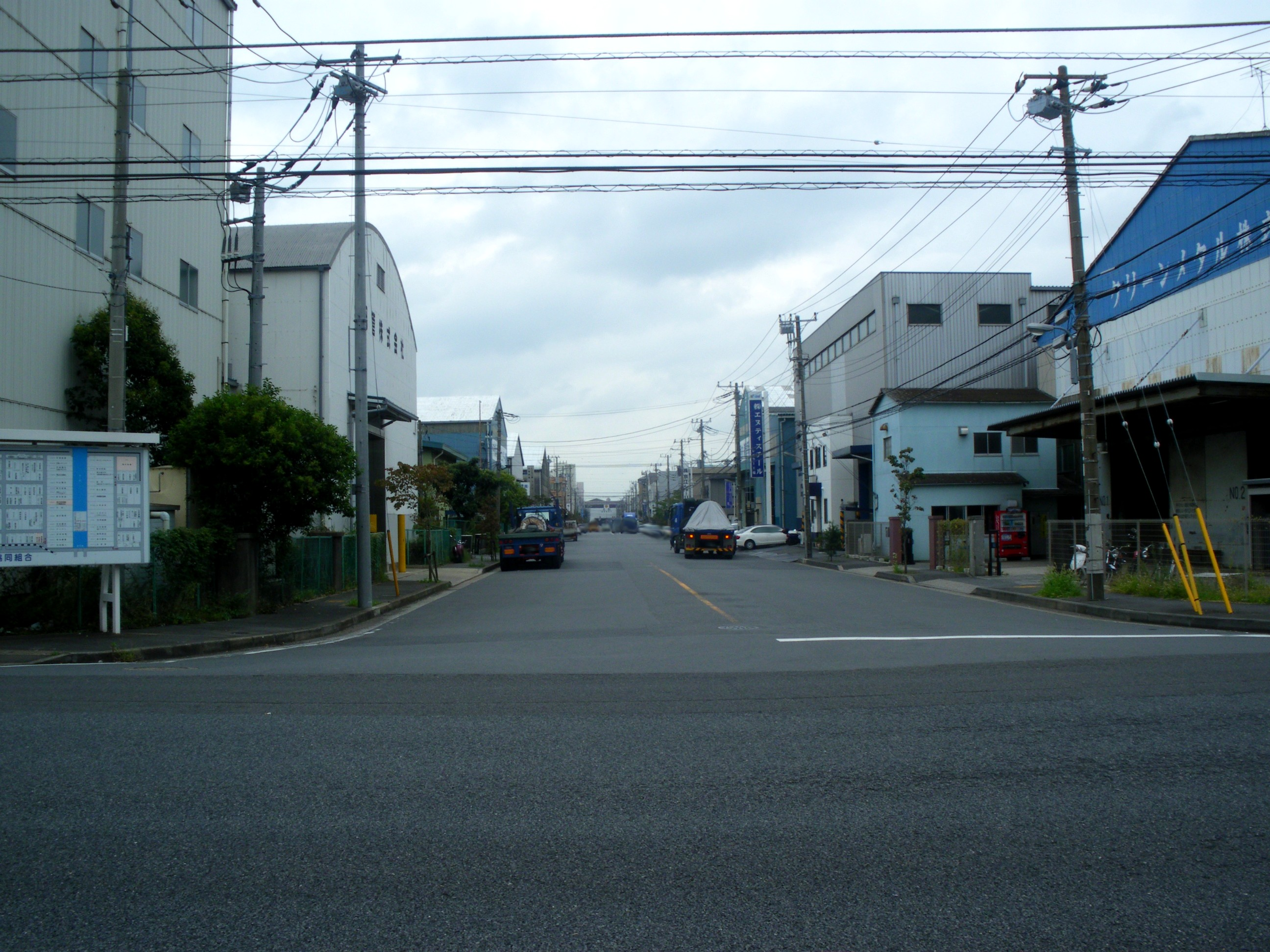
鉄鋼業団地の（浦安鐵鋼団地）（千葉県浦安市）

工業団地（こうぎょうだんち、industrial estate）は、一定の区画の土地を工業用地（工業地）として整備し、工場や倉庫を計画的に立地させた地域のことをいう。

## 概説
工業団地の目的や性格は様々で、工業集積を図ることにより中小企業の発展を促すことを目的としたもの、大企業（群）が工業の分散化を図り、廉価で広い土地を求めて移転してきたもの、近年では高度な情報を持つ大学や研究所との連携（産学連携）を図るべく、これらの施設と一体となったものなどがある。
立地場所は、大規模な河川からの工業用水の確保や高速道路や鉄道といった内陸交通の利用を想定した内陸型工業団地、港湾に接し海運による原材料の供給・製品の搬出を想定した臨海型工業団地、空港に近接し航空による運輸などを想定した臨空型工業団地があり、各業種に対応できるように様々なスタイルの立地形態を見ることができる。
世界で初めて工業団地が誕生したのは1896年にイギリス・マンチェスターに誕生したトラフォードパークエステート（Trafford Park）である。1899年にはアメリカ・シカゴにおいても誕生した。日本では東京都大田区の下丸子に1934年頃に誕生したものが最初の例といわれている。工業団地は先進国では工業の分散を図るために、発展途上国では集積させて工業化促進のために作られることが多い。
日本においては太平洋戦争後各地で工業団地が盛んに作られ、立地形態や工業団地の内部構造などに、その時代に応じた様々なスタイルのものをみることができるようになった。都市計画法によりこれらの区画は工業専用地域の指定をされることが多い。
アメリカでは、工業団地は一般にインダストリアルパーク（industrial park、工場公園）と呼ばれ、環境美化や各種規制、地域社会との結びつきを重視するなど、従来の工業団地とは異なるスタイルのデザインを目指しており、特徴的な構造となっている。